# Henri Noël
Pour les articles homonymes, voir Noël (homonymie).
Henri Noël, né le 11 septembre 1937 à Mollégès (Bouches-du-Rhône) et mort le 17 octobre 2020 à Nîmes (Gard), est un footballeur et entraîneur français. Il a fait l'essentiel de sa carrière au Nîmes Olympique.

## Biographie
Il débute en cadet en 1954 au Nîmes Olympique (NO). Il reste fidèle au club gardois pendant des années, sauf une courte interruption de trois ans à l'Olympique avignonnais. Il évolue en professionnel à tous les postes de défenseur, que cela soit en charnière centrale ou en arrière latéral. 
Il devient ensuite entraîneur à Nîmes à partir de 1969 : il s'occupe d'abord des amateurs et des jeunes. Il prend la direction de l'équipe première à partir de février 1978 en remplacement de l'emblématique Kader Firoud. Il parvient à sauver le club de la relégation à l'issue de la saison 1977-1978. Après des résultats honorables (8e en 1979 et 10e en 1980), il ne peut éviter la descente en D2 lors de la saison 1980-1981 et est remplacé en mai 1982. Il part alors entraîner le FC Martigues et ce, jusqu'en 1985.
Il retrouve brièvement une fonction de manager général au NO dans la deuxième partie des années 1980 puis de nouveau à la formation au début des années 2000. En parallèle de ses activités liées au football, il détient dans les années 1970 puis 1980 un débit de tabac qu'il gère avec sa femme sur Nîmes. En 2021, la ville de Nîmes décide de renommer l'un de ses stades en son nom à la suite de son décès.

## Carrière de joueur
- 1954-1966 :  Nîmes Olympique
- 1966-1969 :  Olympique Avignon[3]

## Carrière d'entraîneur
- 1969-janvier 1978 :  Nîmes Olympique
- février 1978-1982 :  Nîmes Olympique
- 1982-1985 :  FC Martigues

## Source
- Collectif, Football 79, Les Cahiers de l'Équipe, 1978, cf. notice de l'entraîneur page 122.